# Homo bodoensis
Homo bodoensis (лат.) — вид рода Homo, живший в среднем плейстоцене в Африке. Вид основан на черепе Бодо, обнаруженном в 1976 году в долине реки Аваш (Эфиопия). По оценкам, ему около 500 000 лет. Homo bodoensis был описан в 2021 году.

## История
Череп Бодо обнаружила в местонахождении Bodo D'ar в Афарской котловине исследовательская группа во главе с Джоном Калбом в 1976 году и описала в 1978 году. Череп имел черты видов человек прямоходящий и человек разумный. В 1996 году Филип Райтмайр отнёс его к виду гейдельбергский человек. В октябре 2021 года группа исследователей описала на основе этого черепа вид Homo bodoensis, отнесла к этому виду ряд окаменелостей из Африки и восточного Средиземноморья, датированных тибанийским веком плейстоцена (продолжавшимся 774–129 тысяч лет назад), и предположила, что этот вид — непосредственный предок человека разумного.